# Maria Milisavljević
Maria Milisavljević (* 1982 in Arnsberg) ist eine deutsche Dramatikerin und Dramaturgin. Sie lebt in Berlin.

## Leben
Nach dem Studium der Englischen Kulturwissenschaften, Englischen Literatur und Kunstgeschichte arbeitete Maria Milisavljević als Regisseurin und Dramaturgin an Theatern in Deutschland und London und promovierte über Produktionsbedingungen am Londoner Royal Court Theatre. Ihr Stück Brandung gewann 2013 den Kleistförderpreis für junge Dramatiker und feierte bei den Ruhrfestspielen Recklinghausen und am Deutschen Theater Berlin Premiere, wo es bis 2015 im Spielplan lief. Brandung (Engl. Titel Abyss) wurde seitdem in New York, London, Toronto, Wien und Mexiko-Stadt gespielt. Abyss wurde für den Dora Mavor Moore Award 2015 in der Kategorie ‘Outstanding New Play’ nominiert. Brandung wurde in die Top 5 der neuen Stücke 2013 des Spiegel gewählt. Milisavljevićs zweites Stück Beben gewann den deutschsprachigen Autorenpreis des Heidelberger Stückemarkts 2016, den Else-Lasker-Schüler-Stückepreis 2016, war für den Mülheimer Dramatikerpreis 2018 nominiert, und schaffte es auf die Shortlist des 2016 Stückemarkts des Theatertreffens. Es feierte am Pfalztheater Kaiserslautern Premiere und wurde seitdem am Theater Heidelberg, dem Theater an der Parkaue Junges Staatstheater Berlin, sowie in Toronto, London, Porto Alegre und Tokyo gespielt. Die österreichische Erstaufführung von Beben fand im Dezember 2018 am Burgtheater in Wien statt. Milisavljevićs Stück Auf ewig unser Gestern feierte im Juni 2018 am Residenztheater München Premiere. Es folgten Arbeiten für das Deutsche Theater Göttingen, das Theater an der Parkaue Berlin, die Philharmonie Luxemburg, das Schauspiel Stuttgart, das Theater Münster, das Theater Regensburg, das Theater Bonn sowie das Staatstheater Meiningen.
Milisavljevićs Texte wurden bisher ins Englische, Französische, Spanische, Portugiesische, Niederländische, Schwedische, Serbische, Bulgarische, Japanische und Koreanische übersetzt. Milisavljević lebte von 2011 bis 2015 in Toronto, Kanada, wo sie am Tarragon Theatre als Dramaturgin und Regisseurin arbeitete. Außerdem war sie dort von 2013 bis 2020 International Playwright-in-Residence. Neben ihrer Autorentätigkeit arbeitet Milisavljević als Übersetzerin. Nach der erfolgreichen Zusammenarbeit für das Stück Das schaffen wir! Oder: Einer hat die Absicht, eine Mauer zu bauen, war Maria Milisavljević in der Spielzeit 2021/22 Hausautorin am Theater Regensburg. Als Auftragswerke entstanden die Überschreibung Peer Gynt (She/Her) und die Stückentwicklung Schrei es raus! - (It's about) what you said. 2023 schrieb Milisavljević den Text zu den Nibelungenfestspielen in Worms. Ihre Stücke erscheinen im S. Fischer Theaterverlag.

## Theaterstücke
- Brandung[9] (Uraufführung: 5. Juni 2013, Ruhrfestspiele Recklinghausen (in Koprod. mit dem Deutschen Theater Berlin), Regie: Christopher Rüping)
- Beben (Uraufführung: 13. April 2017, Pfalztheater Kaiserslautern, Regie: Fanny Brunner)
- Auf ewig unser Gestern (Uraufführung: 23. Juni 2018, Residenztheater, München, Regie: Franziska Angerer)
- Geschichten aus dem Bauwagen (Uraufführung: 21. Mai 2019, Theater an der Parkaue, Regie: Inda Buschmann)
- geteilt[10] (Uraufführung: 30. November 2019, Deutsches Theater Göttingen, Regie: Moritz Beichl)
- Amelia fliegt! / Amelia s’envolve! (Uraufführung: 9. Dezember 2019, Philharmonie Luxemburg, Regie: Tomo Sugao)
- Das schaffen wir! Oder: Einer hat die Absicht eine Mauer zu bauen. (Uraufführung: 29. Februar 2020, Junges Theater Regensburg, Regie: Maria-Elena Hackbarth)
- Peer Gynt (she/her) (Uraufführung: 25. September 2021, Theater Regensburg, Velodrom, Regie: Julia Prechsl)
- alte sorgen (Uraufführung: 28. Januar 2022, Staatstheater Meiningen, Regie: Anna Stiepani)[11]
- Brynhild (Uraufführung 7. Juli 2023, Nibelungenfestspiele Worms auf der Freiluftbühne vor dem Wormser Dom, Regisseurin: Pınar Karabulut)

## Publikationen
- Beben. In: Theater Heute. August/September 2017, Theater Theater 27, ISBN 978-3-596-29630-9[12]
- Brandung. In: Theater Theater 25, ISBN 978-3-596-73006-3[13]
- Bruchstücke. Bruised not broken im S. Fischer Verlag ISBN 978-3-596-70066-0[14]

## Auszeichnungen
- 2009 John McGrath Scholarship in Theatre Studies der Schottischen Universitäten im Bereich Creative Writing
- 2009–2012 Stipendium des Bayerischen Ministeriums für Wissenschaft und Kultur
- 2013 Kleistförderpreis für junge Dramatik für das Stück Brandung
- 2016 AutorenPreis des Heidelberger Stückemarkts für das Stück Beben
- 2016 Else-Lasker-Schüler-Stückepreis (1. Platz) des Pfalztheaters Kaiserslautern für BEBEN
- 2018 Nominiert für den Mülheimer Theaterpreis mit Beben in einer Inszenierung von Erich Siedler am Theater Heidelberg
- 2020 Longlist Deutscher Jugendtheaterpreis für Geschichten aus dem Bauwagen (empfohlen für 11+)[15]
- 2025 Mülheimer Dramatikpreis für das Stück Staubfrau[16]